# Lamérac
Lamérac är en kommun i departementet Charente i regionen Nouvelle-Aquitaine i västra Frankrike. Kommunen ligger  i kantonen Baignes-Sainte-Radegonde som ligger i arrondissementet Cognac. År 2018 hade Lamérac 224 invånare.

## Befolkningsutveckling
Antalet invånare i kommunen Lamérac
Referens:INSEE